# Visoka poslovna škola PAR
Poslovna akademija Rijeka od dana svog osnutka razvija i provodi poslovne edukacije, seminare i treninge te je razvojem, rastom i prepoznavanjem novih potreba na tržištu, pokrenula rad Visoke poslovne škole PAR  kao prve privatne visokoobrazovne institucije u Primorsko-goranskoj županiji. Pod vodstvom dr.sc. Gordane Nikolić, i Visoka poslovna škola PAR i Poslovna akademija Rijeka aktivno sudjeluju u razvoju novih modela poslovnih edukacija, stručnog visokog obrazovanja, sklapanju međunarodnih suradnji kao i organizaciji skupova, konferencija i škola na međunarodnoj razini. 

## Poslovna akademija Rijeka
P.A.R. d.o.o. ili, punim nazivom, Poslovna akademija Rijeka, osnovana je 2007. godine s ciljem pružanja usluga poslovnog savjetovanja te razvijanja i provedbe poslovnih edukacija na području Rijeke i šire okolice. Razvojem edukacijskih programa, ponuda Poslovne akademije Rijeka sadrži programe koji prate stručne inovacije, poslovne trendove i odgovaraju potrebama krajnjih korisnika usluga. Samim time, realna procjena gospodarstva i kontinuirano praćenje u samoj su ideji ovog poduzeća. S vremenom, krug korisnika neformalnih i informalnih oblika edukacija, seminara i treninga, proširio se te je Poslovna akademija Rijeka, prema potrebama, svoje djelovanje proširila na cijelu Primorsko-goransku i Istarsku županiju.
Osim navedenog, Poslovna akademija Rijeka ulaže u unaprijeđivanje same kulture poduzetništva i razvoj međunarodne suradnje i networkinga. U skladu s nastojanjem da pravovremeno reagira na promijene na tržištu, novine u poslovanju, ali i da sama aktivno sudjeluje u proizvodnji vrtloga inovacija, Poslovna akademija Rijeka organizira događaje i ljetne škole. Među njima se posebice ističu PILC (PAR International Leadership Conference] i ljetna škola SenZations. 
Iskustvo akumulirano tijekom godina pružanja edukativnih i savjetodavnih usluga u poslovnom svijetu prošireno je na pružanje usluge tercijarnog obrazovanja poslovnog, ekonomskog usmjerenja. Poslovna akademija Rijeka je, 2007. godine, uspostavila međunarodnu suradnju i počela sa zastupanjem ugledne njemačke međunarodne visoke škole Nordhessen Gmbh, provodeći njezin trogodišnji preddiplomski studij.
Uvidjevši veliku potrebu za sudjelovanjem u visokom u obrazovanju, Poslovna akdemija Rijeka je, uz veliku potporu lokalne uprave i samouprave osnovala Visoku poslovnu školu PAR, prvu privatnu visokoobrazovnu instituciju u Primorsko-goranskoj županiji. Istovremeno, unutar Visoke poslovne škole PAR, osnovana je i Sportska akademija u suradnji s Riječkim sportskim savezom i Gradom Rijekom.

## Visoka poslovna škola PAR
Moderno obrazovanje i orijentacija ka stjecanju poduzetničkih kompetencija u osnovi je djelovanja Visoke poslovne škole PAR. Sam program, stvoren po uzoru na njemački dualni model obrazovanja (jednak omjer teorije i prakse) rezultat je iskustva koji je proizašao iz poslovanja i djelovanja Poslovne akademije Rijeka.
Visoka poslovna škola PAR osnovana je 2011. godine te djeluje kao prva privatna visokoobrazovna institucija u Primorsko-goranskoj županiji koja izvodi trogodišnji preddiplomski studij Poslovno upravljanje (Business Management). Završetkom studija, studenti stječu naziv stručnog prvostupnika ekonomije (kratica: bacc.oec.)
Osim studijskog programa, Visoka poslovna škola PAR provodi i programe usavršavanja, izvodi seminare, tečajeve i radionice neformalnog obrazovanja te organizira međunarodne skupove i konferencije.Akademske godine 2013/2014 s radom je počeo i Centar za jezike PAR koji organizira i provodi tečajeve stranih jezika.

## Preddiplomski stručni studij Poslovno upravljanje
Stručni studij Poslovno upravljanje usklađen je s nacionalnim prioritetima i potrebama profesionalnog sektora te usporediv sa stručnim programima u ostalim zemljama Europske unije. Program je izrađen prema principima koje nalaže Bolonjska deklaracija. Završetkom stručnog preddiplomskog studija Poslovno upravljanje i obranom pisanog završnog rada, student stječe minimalno 180 ECTS bodova i stručni naziv prvostupnika ekonomije s kraticom bacc.oec. koja se piše iza imena i prezimena studenta koji je diplomirao. 
Studij Poslovno upravljanje orijentiran je ka stjecanju poduzetničkih kompetencija pri čemu studenti na raspolaganju imaju potrebne resurse. Osim toga, programski zahtjevi naglasak stavljaju na praktičnu izvedbu stečenog znanja, što je u skladu s principima dualnog modela obrazovanja odnosno, već spomenutog, njemačkog modela na kojem počiva programska osnova studija Visoke poslovne škole PAR.
Studijski program Poslovno upravljanje nudi studentima usvajanje sposobnosti vođenja, kompetencije vođenja projekata, znanje osnovnih metodoloških principa istraživanja kao i usvajanje engleskog jezika s ciljem osposobljavanja  i obrazovanja za rad  i konkuriranje kako na domaćem tako i na međunarodnom tržištu.
Kao budući stručni i vodeći ljudi, donositelji odluka i sudionici, studenti po završetku studija Poslovno upravljanje na Visokoj poslovnoj školi PAR,  bit će u stanju razumjeti i procijeniti korisne ekonomske i logističke potencijale, steći će sposobnosti kreiranja i analiziranja zadataka planiranja i organiziranja optimalne realizacije troškova materijala, opisivanja proizvodnih procesa, kontroliranja i realiziranja poslovnog i/ili transportnog zadatka. U skladu s navedenim, budući prvostupnici Visoke poslovne škole PAR bit će osposobljeni za rad u interdisciplinarnim projektnim timovima, poslovno komuniciranje o rezultatima rada kao i za kreiranje dokumenata. Nadalje, studenti će posjedovati i prezentacijske vještine, ali i ključne kompetencije matematike, informacijsko-komunikacijsko-tehnoloških vještina, komuniciranja na materinjem jeziku, stranom jeziku,  itd.
U skladu s navedenim ishodima, nastavni plan stručnog studija Poslovno upravljanje podijeljen je na tri glavna područja: opće, ekonomsko i stručno.
Tijekom prve godine studija, studenti slušaju kolegije opće i osnovne ekonomije. Nakon osnovnih znanja i pojmova usvojenih završetkom prve godine, druga godina je zahtjevnija utoliko što studenti slušaju stručne kolegije iz područja poslovnog upravljanja, dok tijekom treće godine studenti mogu birati kolegije iz područja financije i logistike i pišu svoj završni rad. Tijekom sve tri godine, stručne kompetencije se stječu ne samo usvajanjem teorijskog sadržaja već i njegovom smislenom reprodukcijom kroz praksu i praktične zadatke. Pritom studenti na svakoj godini moraju ispuniti normu stručne prakse propisanu programom, i to radom u Studentskom poduzetničkom inkubatoru PAR ili u poduzeću partnera gdje se od njih očekuje odgovornost i postepena samostalnost u izvršavanju zadataka. Stručna praksa studentima daje iskustvo snalaženja u poslovnim situacijama. Studij je koncipiran tako da se, uz osiguranje akademske kvalitete, ciljano potiče stjecanje radnog iskustva. 

## Dualni model obrazovanja kao programska osnova
Visoka poslovna škola PAR njeguje interdisciplinarni pristup pri čemu primjenjuje integrirani i sveobuhvatni pristup stručnom obrazovanju. Iskustvo koje proizlazi iz dugogodišnjeg rada, suradnje s i edukacije osoba iz poslovnog sektora doprinosi jedinstvenom uvidu u dinamiku potreba koje donosi tržište, globalna ekonomija i tehnološki napredak te njihova veza s društvom u cjelini. Navedeni pokretači promjena osnovne su odrednice poslovanja i razvoja studijskih programa te su motivatori za organizaciju događaja koji spajaju obrazovanje i gospodarstvo s posebnim naglaskom na unaprijeđivanje poduzetničke kulture.
Upravo iz navedenih razloga, Visoka poslovna škola PAR primijenjuje dualni pristup pri izvođenju stručnog studija. Dualni pristup se očituje u ravnoteži teorije i prakse. Teorijski sadržaji studijskog programa temelje se na modernim znanstvenim spoznajama i najnovijim stručnim uvidima. Nastavno na teorijsko i spoznajno znanje, programski zahtjevi podrazumjevaju njihovu praktičnu primjenu. Zahtjevi praktične primjene teorijskog znanja povećavaju se u skladu s napretkom samih studenata, odnosno omjer prakse i teorije se proporcionalno povećava kroz tri godine studija na način da je završetkom studija njihov omjer u ravnoteži. 
Studentska praksa se provodi kroz dva modela. Prvi podrazumijeva rad studenata u jednom od poduzeća s kojima Visoka poslovna škola PAR ima uspostavljenu poslovnu suradnju. Drugi se odnosi na rad u Studentskom poduzetničkom inkubatoru PAR, u sklopu same Visoke poslovne škole PAR, gdje studenti razvijaju svoje poduzetničke i projektne ideje ili pak sudjeluju u izradi projektnih prijedloga i aktivnostima koje provode Visoka poslovna škola PAR i Poslovna akademija Rijeka. Studentska praksa se odvija pod vodstvom specijaliziranih mentora, zaposlenika i suradnika Visoke poslovne škole PAR.
Visoka poslovna škola PAR poštuje i provodi programe mobilnosti, studentske razmjene i međunarodne suradnje. Navedene aktivnosti provodi Ured za međunarodnu suradnju kao sastavna jedinica Visoke poslovne škole PAR. Vrijeme provedeno studirajući u inozemstvu obogaćuje iskustvo studiranja na različite načine, stoga se Visoka poslovna škola PAR spremno uključuje u programe razmjene studenata i nastavnika i inicira bilateralne sporazume s  brojnim sličnim visokoškolskim institucijama u inozemstvu.

## Studentski poduzetnički inkubator PAR
Studentski poduzetnički inkubator PAR predstavlja predinkubacijsku fazu tijekom koje studenti  Visoke poslovne škole PAR rade na raznim projektima. Unutar poduzetničkog inkubatora Visoka poslovna škola PAR koristi platformu Mreže studentskih poduzetničkih inkubatora HAMAG Investa, u čijem se sastavu nalazi od 2013. godine.  Navedena mreža je ugledna mreža koja svoje članove bira upravo kriterijima kvalitetnog i kontinuiranog rada s poduzetnicima-početnicima. Navedena platforma zamišljena je kao korisnički alat koji studentima omogućava razvoj poduzetničke ideje na jednostavan način, u pozitivnom poduzetničkom okruženju i u suradnji s izabranim
mentorima.

## Športska akademija Visoke poslovne škole PAR
Ideja o stvaranju športske studijske grupe zaživjela je 2008. godine suradnjom Poslovne akademije Rijeka i Riječkog športskog saveza, krovne organizacije riječkog športa. Osnutkom Visoke poslovne škole PAR pokrenuta je Športske akademija koja provodi sručni studij Poslovni upravljanje s varijacijama u programskoj izvedbi koje se odnose na prilagođeno studiranje i ispitne rokove, koncentriranu nastavu i mentorstvo, dostupnost radnih materijala i literature namijenjeno vrhunskim sportašima. Cilj je osigurati participaciju vrhunskih športaša u visokom obrazovanju i omogućiti im priliku za stjecanje znanja i vještina kako bi bi bili što uspješniji u poslovnom svijetu i budućoj karijeri.

## Centar za jezike PAR
Rastom i razvojem, Visoka poslovna škola PAR  obrazovnu je ponudu, 2013. godine, proširila osnivanjem Centra za jezike PAR. Ponudom tečajeva koji slijede komunikativni pristup podučavanju jezika, Centar za jezike PAR u nudi tečajeve engleskog (početni tečaj i poslovni engleski), talijanskog, njemačkog, španjolskog i ruskog jezika, a pokrenuo je i tradiciju završnog eventa pod nazivom Action: Culture and Language in Interaction u sklopu kojeg će se završetkom svakog ciklusa tečajeva održati događaj s ciljem proslave uspjeha polaznika i razvoj svijesti o neraskidivoj vezi kulture i jezika.

## PAR Udruge
S ciljem povećanja doprinosa lokalnoj zajednici u području obrazovanja i sporta, pokrenut je i rad udruga, PAR Alumni, PAR Sport i Udruga PAR. Rad udruga usmjeren je na uključivanje djelatnosti postojećih PAR entiteta i pojedinih članova u razvoj civilnog društva, prvenstveno u Gradu Rijeci i Primorsko – goranskoj županiji. Njihove djelatnosti usmjerene su na umrežavanje diplomiranih studenata i profesora te djelatnika Visoke poslovne škole PAR, razvoj projekata orijentiranih na sport te unaprijeđivanje obrazovanja i poduzetništva kod sportaša kao i neizotavna uloga promicanja cjeloživotnog obrazovanja među mladima u lokalnoj i široj zajednici s naglaskom na poticanje korporativnog volontiranja među zaposlenicima Visoke poslovne škole PAR i Poslovne akademije Rijeka.

## Vanjske poveznice
- Službena stranica Visoke poslovne škole PAR  Arhivirana inačica izvorne stranice od 14. lipnja 2017. (Wayback Machine)